# George Kennan (podróżnik)

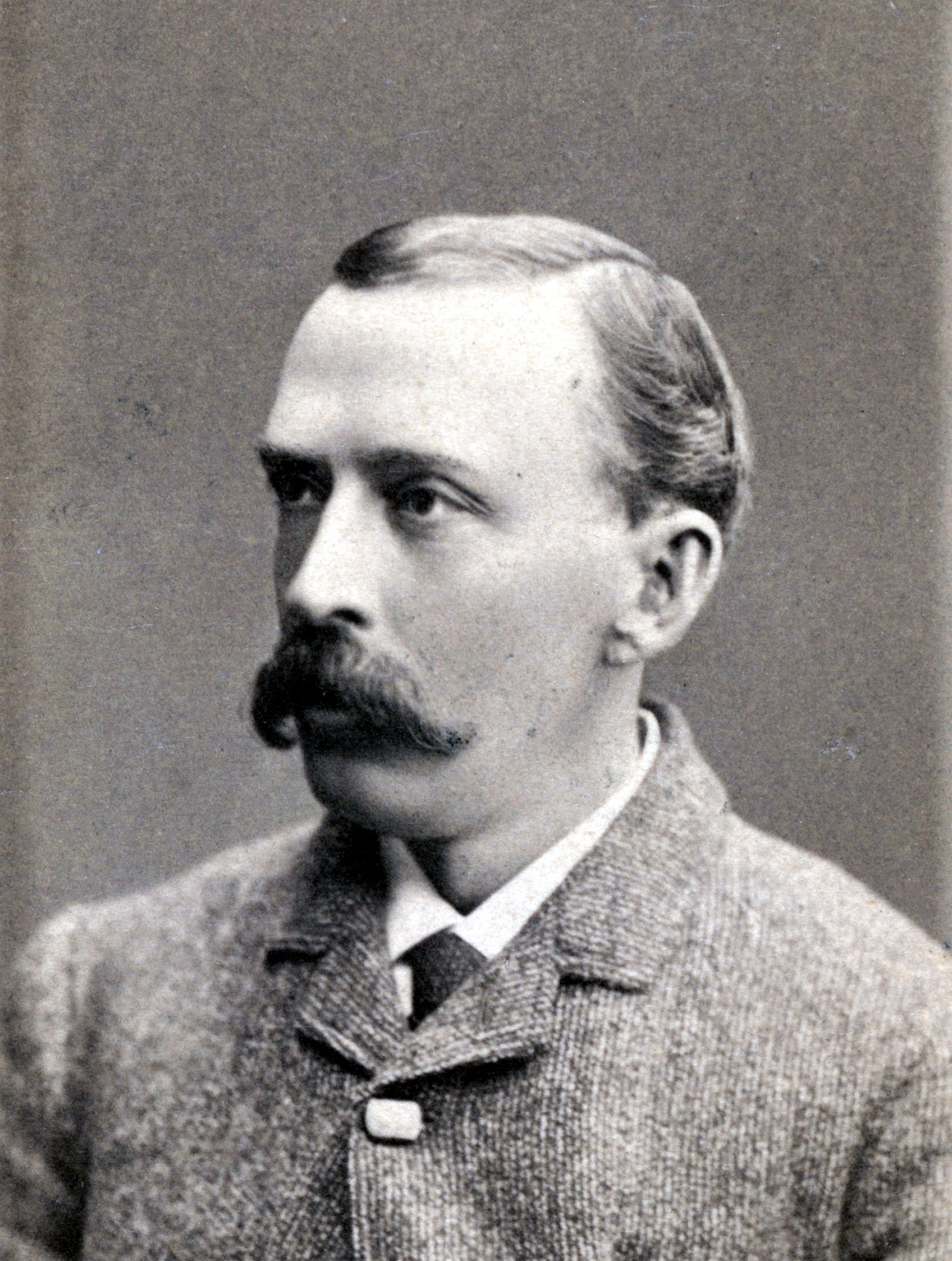
George Kennan, 1895

George Kennan (ur. 16 lutego 1845, zm. 1924) – amerykański podróżnik, dziennikarz i historyk, jeden z pionierów badań nad dziejami Rosji w USA. 

## Życiorys
Pochodził z niezamożnej rodziny z Norwalk w stanie Ohio. Od 1864 pracował na Kamczatce i Czukotce w ramach rosyjsko-amerykańskiej kompanii telegraficznej. Po powrocie do USA opublikował niezwykle poczytną książkę Tent Life in Siberia. W 1884 ponownie pojawił się w Rosji, przebywał wtedy rok na Syberii. W 1891 zakazano mu wjazdu do Rosji, a z kolei w 1901 wydalono. W czasie wojny rosyjsko-japońskiej był korespondentem wojennym. Przyjaźnił się z wieloma emigrantami rosyjskimi m.in. Piotr Kropotkinem, 
Jego stryjecznym wnukiem był George Kennan (1904-2005), amerykański dyplomata, sowietolog, uważany za architekta doktryny powstrzymywania w latach 40. i 50. XX wieku. 

## Wybrane publikacje
- Tent Life in Siberia: Adventures Among the Koraks and Other Tribes in Kamtchatka and Northern Asia. New York: G.P. Putnam's Sons, 1870.
- Siberia and the Exile System. New York: The Century Co., 1891. Vol. 1 | Vol. 2
- Campaigning in Cuba. New York: The Century Co., 1899.
- "The Fight for Reform in San Francisco," McClure's, Sept. 1907 & Nov. 1907.
- A Russian Comedy of Errors, With Other Stories and Sketches of Russian Life. New York: The Century Co., 1915.
- Folk Tales of Napoleon
- The Tragedy of Pelee

## Publikacje w języku polskim
- Syberya, przeł. aut. "Wspomnień więźnia", Lwów: nakł. własnym 1890 (wyd. 2 - Lwów 1891; wyd. 3 - Lwów 1895; wyd. 4 - Lwów 1896; wyd. 5 - przeł. K. Ł. z przedm. Zdzisława Dębickiego, Warszawa 1907; wyd. 6 - Warszawa: J. Przeworski 1911).